# 도리스 메이

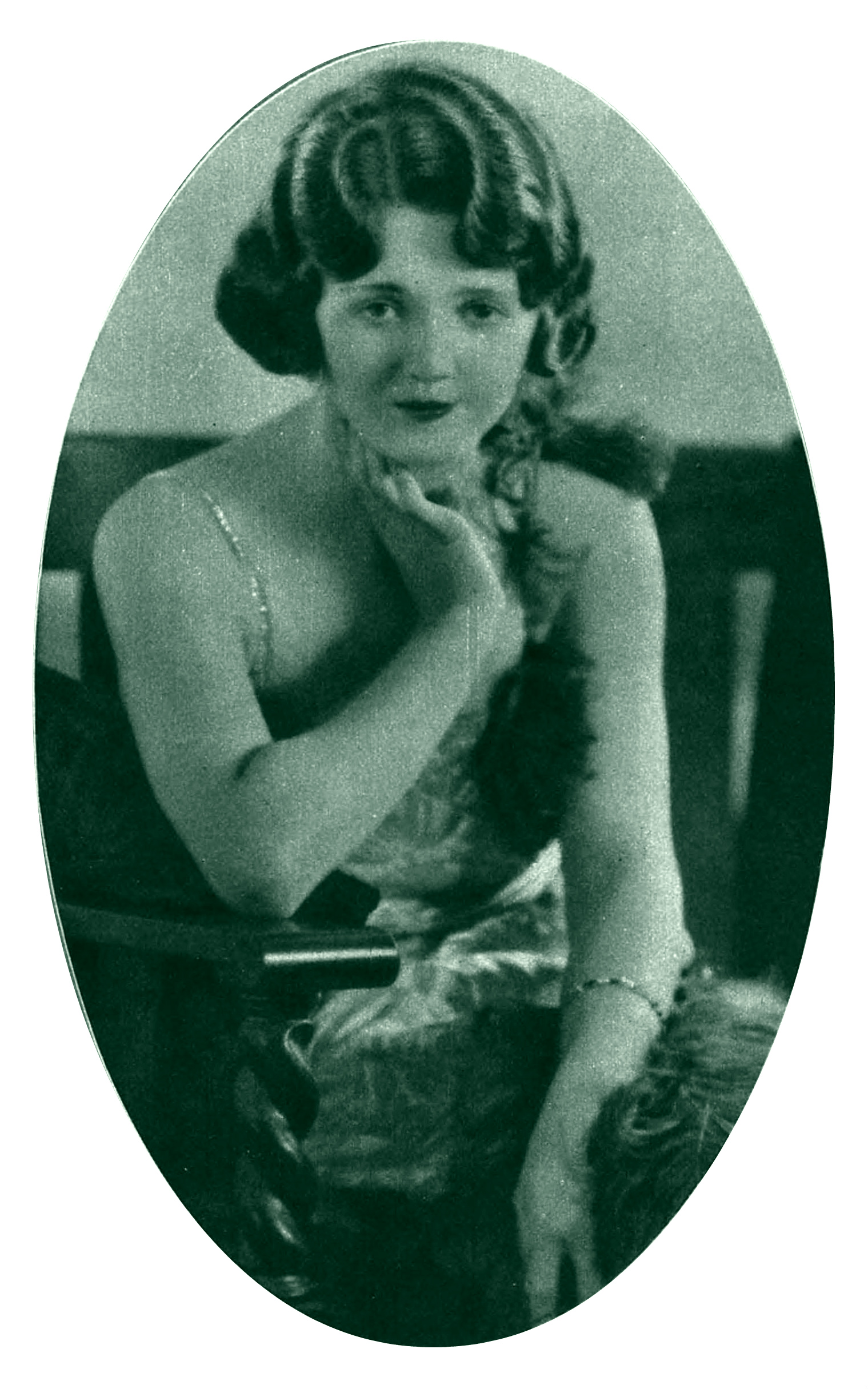

도리스 메이(Doris May, 1902년 10월 15일 ~ 1984년 5월 12일)는 미국의 배우, 영화배우이다.
시애틀에서 태어났으며 로스앤젤레스에서 사망하였다.

## 영화
- 더 풀리쉬 메이트런스 (1921년)